# 汤姆·克兰西：末日之战
《末日之战》（英語：Tom Clancy's EndWar），另译“世界戰局”、“終結戰爭”，是一款由上海育碧開發由育碧发行的一款以第三次世界大戰為背景下的多平台即時戰略遊戲，此遊戲於2008年11月4日於北美上市發售。

## 设定
本遊戲描述2011到2014這幾年間，由於新的防衛科技終結了核戰的威脅，全世界都沈浸在前所未有的和平景象中，但是和平終究會有結束的一天。到了2020年，由於地球上的資源過度消耗導致世界情勢再度緊張，各個國家間的任何舉動都有可能使第三次世界大戰一觸即發，而玩家將在世界三大陣營（美國，歐盟和俄羅斯）之中選擇一個並為自己的陣營帶來勝利，本遊戲並非改編自湯姆·克蘭西之小說。而配合本遊戲而推出之同名小說則由筆名David Michaels的作家Raymond Benson所著。

## 故事

### 背景

SLAMS能夠覆蓋整個地球

2016年，沙特阿拉伯被核彈襲擊，導致600萬人死亡，大幅地削弱了中東的石油供应，並導致世界發生能源危機。2017年，美國與歐盟簽署太空-陆地-天空导弹防御系统条约（簡稱SLAMS），同意共同开发一個全面的，环环相扣的反弹道导弹系统。美国和欧盟向對方互射试验核彈，並確認SLAMS能夠準確地摧毀核彈。SLAMS测试的成功，令美國與歐盟大膽地宣佈「核战结束」，而全世界亦慶祝這個喜訊。
随着原油价格上升每桶800美元，欧盟成员国被迫巩固其政治、經濟、以及軍事實力。最終，大部份歐洲國家聯合形成歐洲聯邦。歐洲聯邦的人口和国内生产总值均比美國高。但是，英國和愛爾蘭沒有加入聯盟，並決定自行組織一個聯盟國「新英联邦」。新英联邦在國際上保持中立，但允许欧洲聯邦在其领土上佈置导弹防御系统。另外，部份國家巴爾幹國家和東歐國家因國力太弱而被拒絕加入歐洲聯邦。這些國家因原油价格暴升而最終崩潰。這時候，一股新興勢力，俄羅斯，吞併了這些國家，並聲稱自己的行為只是「收復失地」。隨著歐洲聯邦的崛起，美國與歐洲聯邦開始互相猜忌，並導致其聯盟開始破裂。
另一方面，蘊含極豐富天然資源的俄羅斯則取代了中東，成為世界上最主要的天然气和石油輸出國。俄羅斯在賺取豐厚收入期間，同時開始擴展和現代化其軍隊，創立自己的导弹防御系统，并利用其資源輸出國的地位影响世界局勢。
美國發展太空军事在2020年达到顛峰，時值美國發展「自由之星」太空站，以維持其國際領導地位。虽然自由之星的部分设计目的是用來作民用研究的，但其餘部份則被用作軍事用途。另外，自由之星亦能讓美國海军陆战队在90分鐘之內到達地球上任何一個角落。
對於美國發展太空军事的行動，歐洲聯邦和俄羅斯均表示強烈反對。他們認為自由之星令到SLAMS的存在價值減少，並且視之為一個挑戰。作為抗議，歐洲聯邦決定退出北約，导致组织崩溃。歐洲聯邦更加佔領了所有位於歐洲的北約基地。

### 战争的前奏
於2020年3月23日，歐洲聯邦的據點不法区（原伊斯特拉半岛）被一群不明武裝部隊攻擊。而歐洲聯邦則決定暫時不宣佈襲擊事件。2020年4月4日，当自由之星的最后一个組件準備在肯尼迪航天中心發射時、同一群不明武裝部隊攻擊了航天中心，並嘗試摧毀穿梭機。這些武裝部隊最終被擊退。之後，這群不明武裝部隊再次攻擊歐洲聯邦的荷兰地區。在擊退他們之後，他們便自稱是由巴尔干，非洲和南美人組成的「被遗忘的军队」。
不久，俄羅斯的明斯克發電站遭攻擊。此時，美國情報人員發現歐洲聯邦的国防大臣弗朗索瓦·普兰資助了「被遗忘的军队」。因此，美國怀疑這是欧洲政府的一个阴谋，旨在防止美國完成自由之星。作為報復，美国派遣了一隊特種部隊去绑架普兰，並同時監察哥本哈根的歐洲聯邦海军基地。
雖然這隊特種部隊成功绑架普兰，但是由俄羅斯而來的一個匿名电话提醒了歐洲聯邦阻止美國的行動，並俘虜了特種部隊。2020年4月7日，美國為了拯救被俘虜的特種部隊，便派遣了另外一隊部隊去執行拯救任務。美国部隊成功地阻歐洲聯邦菁英突擊軍的第一次进攻，但欧洲軍隊在第二次进攻中成功擊退美軍。歐洲聯邦與美國作交易，以特種部隊交換普兰。在哥本哈根发生的事情差點導致戰爭爆發，但美國與歐洲剛好阻止了戰爭，並在倫敦發起了和談。而事實上，資助「被遗忘的军队」並捏造普兰資助「被遗忘的军队」證據的國家正是坐收漁人之利的俄羅斯，其目的正是令到歐美之間爆發戰爭，並最終勝出戰爭。
在計劃失敗之時，俄羅斯便決定入侵歐洲聯邦的导弹防御系统。在美國發射自由之星的最后一个組件時，俄羅斯便操控歐洲聯邦的导弹防御系统擊落穿梭機。全体船员被杀害，而新闻报道起初將問題归咎於「故障」和「恐怖分子」，並且最終归咎於「歐洲聯邦」。戰爭因此在歐美之間爆發，而俄羅斯假裝協助美國而入侵波蘭。但是美國看穿了俄羅斯的把戲，並向俄羅斯宣戰。第三次世界大戰爆發。

### 第三次世界大战
第三次世界大战會因應玩家每回合的戰略決定而有不同的結局。勝出的條件是奪取所有三個首都：華盛頓，巴黎及莫斯科，又或者控制據點達到二十八個，首都的完全奪取需要經過三個回合的勝利，因此在戰略思量上更具挑戰。所有國家的結局都是該勢力佔領了全世界，並且會由最高指揮官告訴玩家關於未來的發展。軍銜為上校的玩家必須靈活調動手上的部隊，包括步兵、工兵、坦克、裝步戰車(同時具有防空功能)、武裝直昇機、火炮、指揮車；以及運用不同的升級，如在步兵中配置狙擊手提升反步兵能力、呼叫空襲支援等等，去獲得勝利。

### 與小說情節的不同之處
在遊戲中，美國及歐洲聯邦因自由之星受襲一事而開戰。在小說中，兩國展開聯合調查並找出了幕後黑手，並在後來的戰爭中成為盟友。另外，遊戲中的恐怖組織「被遗忘的军队」由俄羅斯資助，而在小說中則是名為「綠色旅」的生態恐怖主義者，該組織的目的是要「在超級強權中拯救環境」，並為小說的續集埋下伏筆。

## 陣營

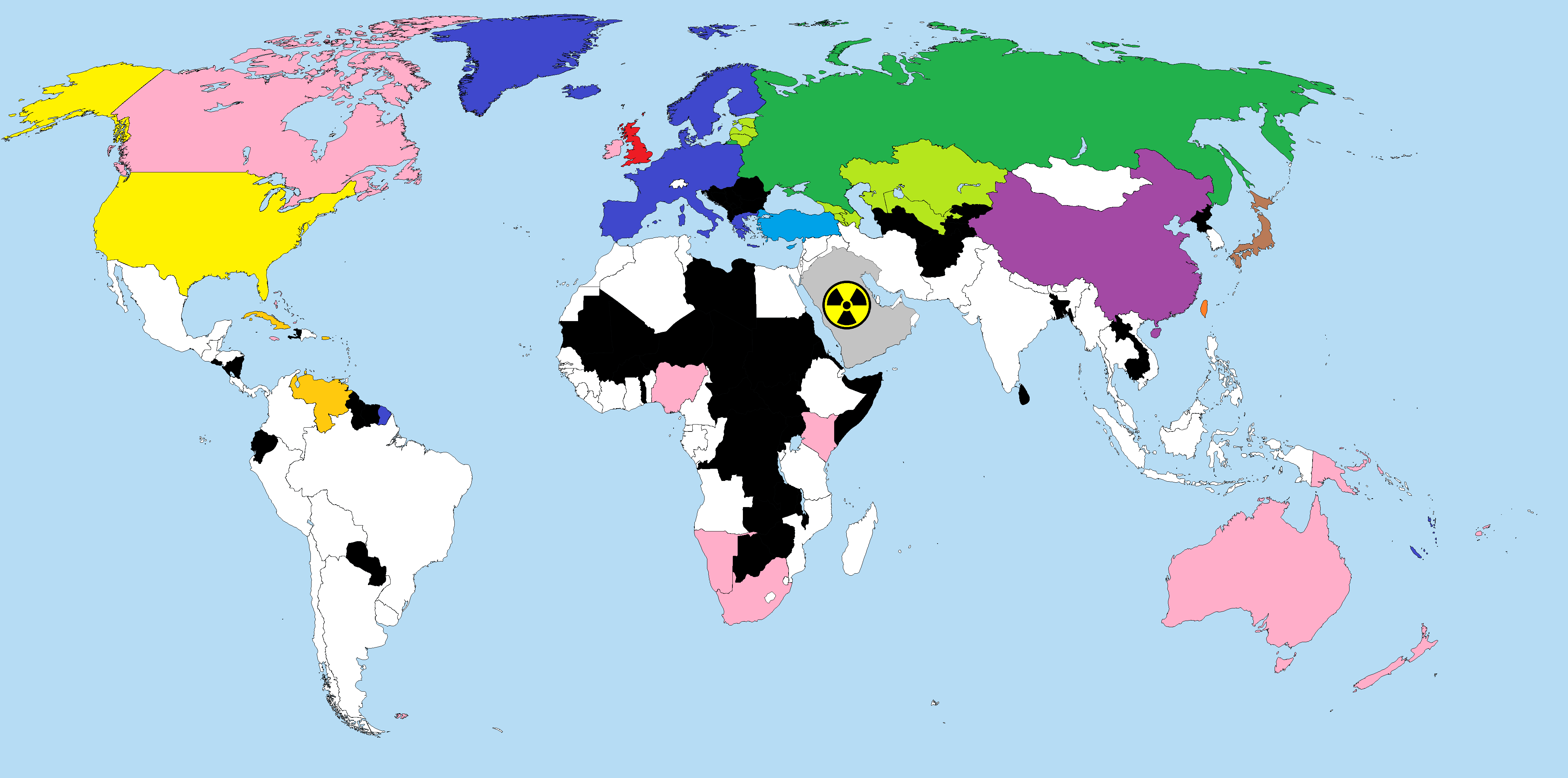
2020年世界局勢
美國
美國附庸國及傀儡政权
歐洲聯邦
歐洲聯邦觀察員國
俄羅斯聯邦
俄羅斯附庸國及傀儡政权
英國
新英聯邦成員
中華人民共和國
中華民國
日本
政權崩潰之國家
核污染區
並無提及

在末日之战中，一共分為三大陣營。

### 美國
美國原本一直處於世界領導者的地位。但是自俄羅斯與歐洲聯盟崛起後，美國不得不強化軍備。美國與歐洲原本是堅不可摧的聯盟因為北約的瓦解和歐洲聯邦的成立而破裂，美國與歐盟之間正因美國即將發射一個被歐洲聯邦懷疑可以用來摧毀導彈防禦衛星的巨型軍事太空站而陷入一場花費巨大且受人質疑的太空軍備競賽之中，這場對抗變得越來越激烈讓美國不得不開始展開軍備強化。美國的軍隊為聯合打擊軍（Joint Strike Frorce，簡稱JSF），部隊以營為基本單位，其原型為美國海军陆战队远征部队，指揮官為已經晉升至中將的火線獵殺系列主角史考特·米切尔(Lt. General Scott Mitchell)。聯合打擊軍結合了美國軍隊的精英部隊。美國的大规模杀伤性武器（WMD）為动能襲擊（Kinetic Strike）。

### 歐洲聯邦
歐洲聯邦成立於2018年，成立目的是為了在面對世界能源危機與加劇的全球環境與安全問題時，鞏固歐洲各國間的政治與經濟實力，在遊戲中被定義為現實世界中歐洲聯盟的軍事合作化組織（英國，瑞士與愛爾蘭稍後退出了此組織）。歐洲聯邦的軍隊為歐洲聯邦菁英突擊軍（Europe Fedration Enforcer Corps，簡稱EFEC），部隊以戰術群為基本單位，指揮官為阿馬杜·迪邦可將軍(Amadou de Bankole)。菁英突擊軍的部隊速度比美國和俄羅斯高，但其裝甲則相對弱。歐洲聯邦的WMD為战术高能激光（Tactical High Energy Laser）。

### 俄羅斯
俄羅斯在遊戲假想歷史2016年時，由於中東當地的核戰使得俄羅斯成為了世上最大的天然氣與石油供應國，而俄羅斯便藉著這股力量順勢發展了自己的軍事力量到達了冷戰以來的巔峰，成為了世界強權之一。俄羅斯的軍隊為以俄羅斯特種部隊為核心的精悍部隊守備旅（Spetsnaz Guard Brigade，簡稱SGB），部隊的基本單位組成不明，指揮官為施傑·意佐托（Sergei Izotov）將軍。其部隊裝甲比美國和歐洲聯邦強，但其速度則相對低。俄羅斯的WMD為真空炸弹（Vacuum bomb），即燃料空氣炸彈。

## 評價
| 汇总媒体     | 得分                                                                      |
| ------------ | ------------------------------------------------------------------------- |
| GameRankings | 70.36% （DS） 68.00% （PC） 77.76% （PS3） 69.67% （PSP） 78.13% （X360） |
| Metacritic   | 69 （DS） 68 （PC） 76 （PS3） 68 （PSP） 77 （X360）                     |

| 媒体          | 得分           |
| ------------- | -------------- |
| 1UP.com       | C              |
| Game Informer | 7.75/10        |
| GameSpot      | 7.5/10 （PS3） |
| 官方Xbox杂志  | 8.0/10         |
| Fami通        | 34/40 （X360） |

末日之战得到的評價大多是正面的。卫报給予末日之战的評分為4/5 。卫报称赞說「单人游戏很容易上瘾...遊戲亦由单人游戏延伸至多人在线遊戲。」，而卫报指出唯一壞處是其「聲控系統」。
gametrailers.com給予末日之战9/10的分數，指出「控制戰略做得很好」。
而IGN則給予末日之战8/10的分數，指出其唯一缺點為「缺乏创意的单人战役」。
另外，Game Spot的凯文·范罗給予末日之战7.5/10的分數，称赞其「创新的语音操控系統」和「不間斷的在线多人遊戲設定令戰爭有意义」，但認為其故事情節不足，且戰爭像「石头、剪子、布般簡單」。
1UP和电子游戏月刊都給予末日之战C級評分。

## 外部連結
- （英文）官方网站